# 奧維迪烏

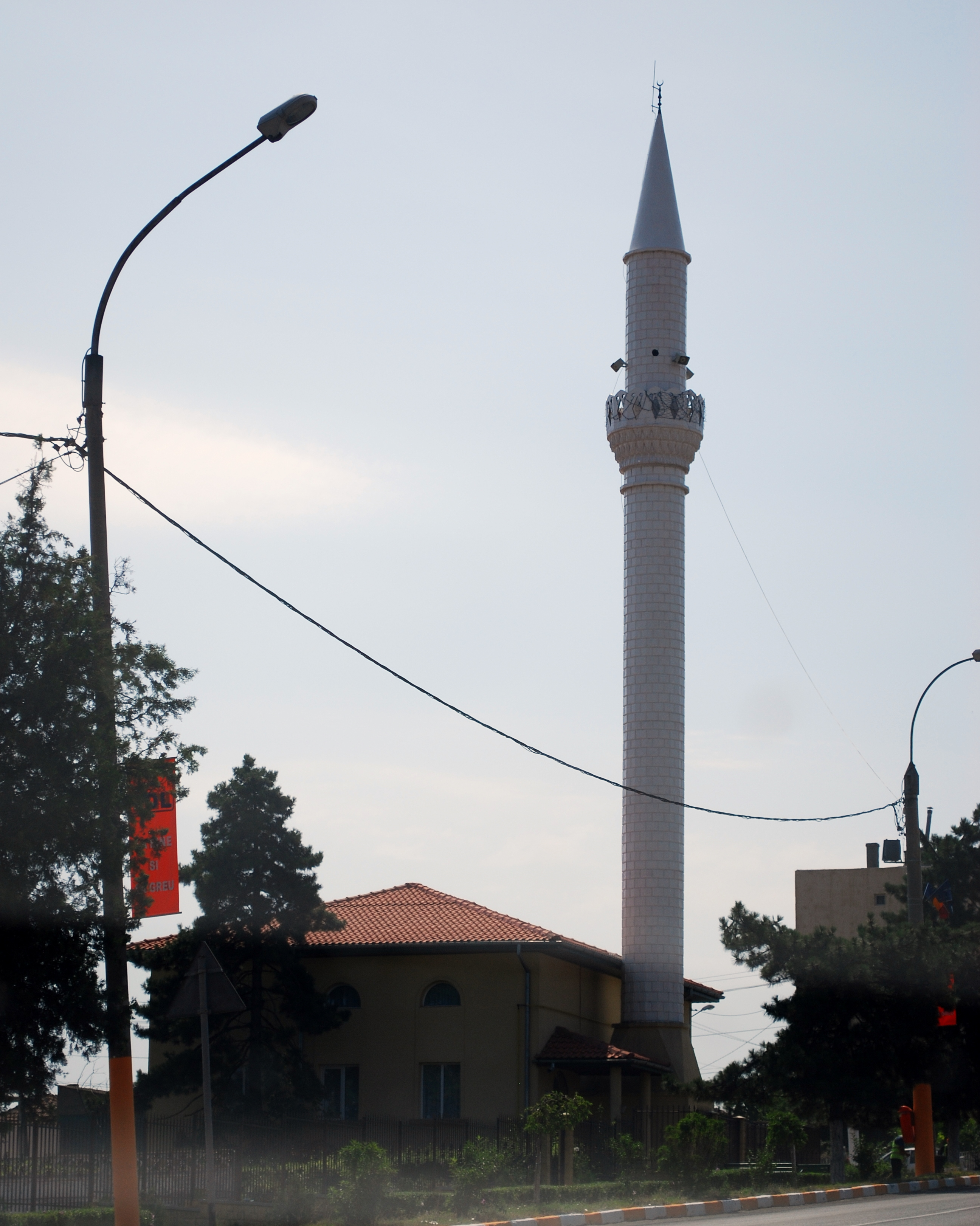

奧維迪烏是羅馬尼亞的城鎮，位於該國東南部，距離首府康斯坦察10公里，由康斯坦察縣負責管轄，面積82.63平方公里，海拔高度6米，2009年人口14,243，大多數居民信奉東正教。